# Opportunity (xe tự hành)
Opportunity, hay còn gọi là MER-B (Mars Exploration Rover – B) hoặc MER-1, biệt danh là Oppy, nó là một xe tự hành hoạt động trên Sao Hỏa từ năm 2004. Được ra mắt vào ngày 7 tháng 7 năm 2003 như một phần của chương trình Mars Exploration Rover của NASA, nó đã hạ cánh tại Meridiani Planum vào ngày 25 tháng 1 năm 2004, ba tuần sau khi xe tự hành Spirit (MER-A) hạ cánh xuống phía bên kia hành tinh. Với thời gian hoạt động dự tính là 90 sol (hơn 90 ngày Trái Đất), Spirit hoạt động cho đến khi bị mắc kẹt vào năm 2009 và ngừng liên lạc vào năm 2010, trong khi Opportunity vẫn có thể duy trì hoạt động trong 5111 sol sau khi hạ cánh, duy trì nguồn điện và các hệ thống chính thông qua việc liên tục sạc lại pin sử dụng năng lượng Mặt Trời và "ngủ đông" trong những thời điểm như lúc có bão bụi để tiết kiệm điện. Điều này đã cho phép Opportunity hoạt động trong thời gian gấp 57 lần tuổi thọ thiết kế, vượt quá kế hoạch ban đầu 14 năm 47 ngày (theo thời gian Trái Đất). Opportunity đã tiếp tục di chuyển, đưa ra các quan sát khoa học và gửi tới Trái Đất với thời gian dài hơn 55 lần tuổi thọ thiết kế của nó. Đến ngày 10 tháng 6 năm 2018, khi nó liên lạc lần cuối với NASA, xe tự hành này đã đi được 45,16 kilômét (28,06 dặm).
Nhiệm vụ nổi bật của Opportunity bao gồm các nhiệm vụ ban đầu trong 90 ngày đầu tiên, tìm thiên thạch ngoài sao Hỏa như Heat Shield Rock (thiên thạch Meridiani Planum), và hơn hai năm nghiên cứu hố va chạm Victoria. Xe tự hành này đã sống sót sau những cơn bão bụi vừa phải trên Sao Hỏa và vào năm 2011, Opportunity đã đến được hố va chạm Endeavor, nơi được mô tả như là một "địa điểm hạ cánh thứ hai". Sứ mệnh Opportunity được coi là một trong những dự án thành công nhất của NASA.
Do cơn bão bụi năm 2018 trên Sao Hỏa, Opportunity bước vào trạng thái "ngủ đông" vào ngày 12 tháng 6 trong vài tuần cho đến khi bầu khí quyển của hành tinh này trở lại bình thường, nhưng nó đã không khởi động lại thành công, có thể do một cú va chạm hoặc một lớp bụi đã che phủ các tấm pin Mặt Trời của nó. NASA đã hy vọng sẽ thiết lập lại liên lạc với xe tự hành, với lý do là thời kỳ gió định kỳ trên Sao Hỏa được dự báo từ tháng 11 năm 2018 đến tháng 1 năm 2019 có khả năng thổi đi lớp bụi bám trên các tấm pin Mặt Trời của xe tự hành. Vào ngày 13 tháng 2 năm 2019, các quan chức của NASA tuyên bố rằng nhiệm vụ Opportunity đã kết thúc, sau khi tàu vũ trụ không phản hồi với các tín hiệu lặp đi lặp lại được gửi từ tháng 8 năm 2018.

## Hình ảnh
Opportunity có thể chụp ảnh bằng các camera khác nhau, nhưng chỉ camera PanCam mới có khả năng chụp cảnh với các bộ lọc màu khác nhau. Chế độ xem toàn cảnh thường được xây dựng từ hình ảnh PanCam. Đến ngày 3 tháng 2 năm 2018, Opportunity đã gửi về 224.642 bức ảnh.
- Opportunity chụp lại nơi nó đã hạ cánh.
- Ảnh chụp từ pancam (sol 3058).